# 华阴市
华阴市位于中华人民共和国陕西省东部、渭河下游，是渭南市代管的县级市。市人民政府駐东岳路23号。区域总面积为676.26平方公里。
北部渭河平原为重要麦、棉产区。

## 历史

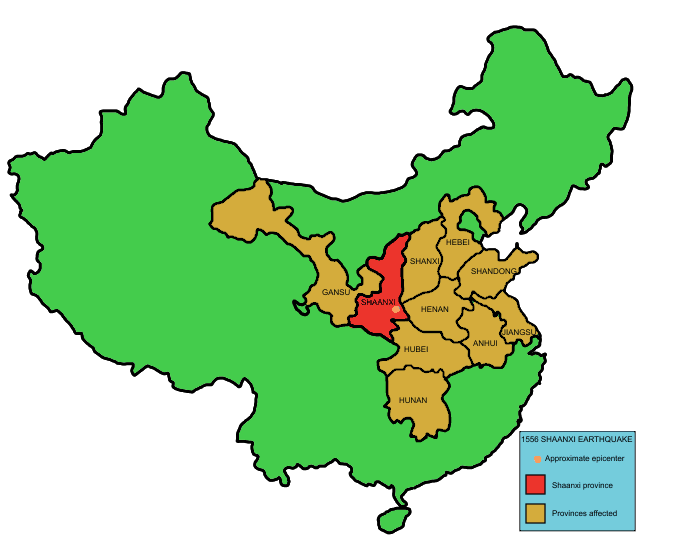
1556年嘉靖大地震，人类历史上死亡人数最多的一次地震

根據考古發掘資料，晚至新石器時代，境內的觀北鄉龍窩村、敷水鎮敷南村等地已經有先民聚居。
春秋時代晉國設陰晉，秦惠文王時置寧秦縣，漢高祖改为華陰县，属弘农郡。西魏後隸屬華州。
1556年1月23日，陕西省发生约8级的大地震，华阴是重灾区之一，全国死亡人数占计高达83万（不包括没有登记户口的居民），是中國歷史以至全球史上伤亡最为惨重的一次地震。
1990年12月，華陰縣撤县设市。

## 人口
2020年末，渭南市第七次全国人口普查公报显示：华阴市常住人口为205119人，男性人口占比49.99%，女性人口占比50.01%，年龄结构中0-14岁占比19.04%，15-59岁占比60.13%，60岁以上占比20.83%，65岁以上占比14.43%。

## 行政区划
华阴市下辖2个街道办事处、4个镇：
太华路街道、岳庙街道、孟塬镇、华西镇、罗敷镇、华山镇和国营陕西华山企业公司。

## 交通
- 陇海铁路横贯，距离西安120公里，在境内设有：东谢家站，华山站，罗敷站
- 310国道过境。

## 名人
- 楊震，弘农杨氏始祖。
  - 至隋唐时，弘农杨氏仍依郡望称弘农郡华阴县人。
- 楊素
- 杨坚
- 杨炯
- 杨贵妃

## 文化和旅游
- 华山
- 西岳庙